# 제3차 이케다 내각 (개조)
제3차 이케다 개조내각(일본어: 第3次池田改造内閣)은  이케다 하야토가 제60대 내각총리대신으로 임명되어, 1964년 7월 18일부터 1964년 11월 9일까지 존재한 일본의 내각이다.

## 개요
1964년 7월 10일에 있은 자유민주당 총재 선거에서는 이케다 하야토가 사토 에이사쿠를 누르고 3선에 성공하면서 내각 개조를 단행했다.
제3차 이케다 개조내각의 주요 사건은 다음과 같다.
1. 9월 7일에 국제 통화 기금·세계 은행 합동 총회가 아시아에서는 처음으로 일본(도쿄)에서 개최됨.
2. 9월 30일에 히타치노미야 마사히토 친왕과 쓰가루 하나코와의 결혼식이 열리면서 히타치노미야가가 세워짐.
3. 10월 10일부터 10월 24일까지 도쿄 올림픽이 개최됨.

그리고 도쿄 올림픽이 폐막한 다음날인 10월 25일에 이케다 총리가 투병 생활에 들어가는 것을 이유로 퇴진을 표명했다.

## 각료
- 내각총리대신 - 이케다 하야토(이케다파)
- 법무대신 - 다카하시 히토시
- 외무대신 - 시이나 에쓰사부로
- 대장대신 - 다나카 가쿠에이(사토파)
- 문부대신, 과학기술청 장관 - 아이치 기이치(사토파)
- 후생대신 - 간다 히로시
- 농림대신 - 아카기 무네노리(가와시마파)
- 통상산업대신 - 사쿠라우치 요시오(고노파)
- 운수대신 - 마쓰우라 슈타로
- 우정대신 - 도쿠야스 지쓰조
- 노동대신 - 이시다 히로히데(미키파)
- 건설대신, 긴키권 정비 장관, 수도권정비위원회 위원장 - 고야마 오사노리
- 자치대신, 국가공안위원회 위원장 - 요시타케 에이치
- 행정관리청 장관, 홋카이도 개발청 장관 - 마스하라 게이키치
- 방위청 장관 - 고이즈미 준야
- 경제기획청 장관 - 다카하시 마모루
- 국무대신 - 고노 이치로(고노파)
- 내각관방장관 - 스즈키 젠코(이케다파)
- 총리부 총무장관 - 우스이 소이치
  - 내각법제국 장관 - 하야시 슈조
  - 내각관방부장관(정무) - 사이토 구니키치(1964년 7월 24일 ~ )
  - 내각관방부장관(사무) - 이시오카 미노루(1964년 7월 28일 ~ )
  - 총리부 총무부장관 - 후루야 도루

## 정무 차관
- 법무 정무 차관 - 오쓰보 야스오
- 외무 정무 차관 - 나가타 료이치
- 대장 정무 차관 - 가지 료사쿠, 나베시마 나오쓰구
- 문부 정무 차관 - 오시타니 도미조
- 후생 정무 차관 - 도쿠나가 마사토시
- 농림 정무 차관 - 다테바야시 미키오, 다니구치 게이키치
- 통상 산업 정무 차관 - 오카자키 에이조, 무라카미 슌조
- 운수 정무 차관 - 오쿠보 다케오
- 우정 정무 차관 - 핫토리 야스시
- 노동 정무 차관 - 시세키 이헤이
- 건설 정무 차관 - 시라하마 니키치
- 자치 정무 차관 - 다카하시 데이이치
- 행정 관리 정무 차관 - 야마모토 스기
- 홋카이도 개발 정무 차관 - 오이즈미 간조
- 방위 정무 차관 - 다카하시 세이이치로
- 경제 기획 정무 차관 - 이토 다카하루
- 과학 기술 정무 차관 - 고케쓰 야조